# 甲斐麻友子
甲斐 麻友子（かい まゆこ、1990年6月28日 - ）は、日本のローカルタレントである。血液型はB型。愛称は「まゆたむ」。熊本学園大学社会福祉学部こども家庭福祉学科卒業。

## 来歴
熊本県熊本市南区（旧下益城郡城南町）出身。2009年にテレビ熊本の若っ人ランドのレポーターオーディションに合格し、同年4月より田代彩華、渡辺大輔、マッコイ本田とともに同番組のレポーターを務める。同番組では「若っ人ベストチョイス」、「渡る世間は食べざかり」、「学校自慢」のコーナーを担当した。2010年3月で保育士を目指すため同番組を卒業した。

## エピソード
小学生時代に小学生クラス対抗30人31脚でギネスブックに掲載された事がある。

## 出演

### 番組
- 若っ人ランド（テレビ熊本、2009年4月 - 2010年3月）
- ロンドンハーツ（テレビ朝日、2010年4月27日、AKG47オーディション「熊本編」）

### CM
- 日本コカ・コーラ 「紅茶花伝」（熊本放送、2010年5月）